# 高鶯鶯案
高鶯鶯案是中国湖北省发生的一起案件。2002年3月15日，湖北老河口市宝石宾馆19岁女服务员高莺莺在宾馆坠楼身亡，死者家属发现尸体有性侵犯迹象。事后法医草率尸检，警方暴力夺走尸体火化，政府与死者家属签订了赔偿协议而不立案。2006年7月，事件被全国媒体报道，引起广泛关注。官方称高莺莺系自杀，并指高莺莺父亲高天虎诬告。2007年4月，高天虎被以诬告陷害罪判处有期徒刑1年。

## 案件經過
高鶯鶯是湖北省襄樊市（2010年后称襄阳市）西北部老河口市十里外寶石賓館的女工。她於2002年3月15日晚在工作的賓館墜樓，摔死在洗衣房顶。家属声称发现，死者尸体脖子上、两手腕及手背均有紫红色痕迹，工装纽扣少了几粒，下身裤子拉链开着，腰带遗失，因而怀疑其被奸杀。
3月16日，老河口警方指派的法医尸检后，称高莺莺为跳楼自杀身亡。据目睹了尸检的死者姑姑高玉枝称，尸检在医院的草地上进行，至多10多分钟，未检查下身。尸检也未进行尸体解剖。法医对死者亲属称已检查阴道无异常，法医鉴定书未提及死者阴道，据当地公安局政治部人士称，检查到死者处女膜陈旧性破损，因而未提及，而家属对未检测阴道内残留物表示不满。法医还解释称紫红色痕迹为尸斑，家属表示怀疑。
3月17日凌晨5点，家属在宾馆设灵堂，拉横幅抗议。老河口市委书记说给2万多元，先火化尸体，拒绝了死者家属再次进行法医鉴定的请求。晚上家属将棺材抬到宾馆三楼。18日凌晨4点，警察和武警携带枪械前来抢夺走棺材，送至殡仪馆，并夺走家属的摄像机，殴打家属多人，拘留家属中3人（其后1人失踪），以停职作威胁。家属最终妥协，签订协议，政府与宾馆赔偿49000元，家属不再追究责任。协议之后被专家认为非法。火化時死者衣物被全部燒毀。
事后家属多次上访无果。但2006年7月开始，事件被全国媒体报道，引起廣泛關注，特别是《民主与法制》杂志的《高莺莺之死九问》引发了诸多舆论。随后湖北省组织了联合调查组复查。8月18日调查组称高莺莺确为自杀，与其生前的精神异常表现有关。高莺莺父亲高天虎保存了高莺莺死亡时所穿的留有精斑的内裤，称高莺莺被奸杀。物证鉴定中心进行DNA检验，声称精斑非他人，而为高天虎本人所有。检察院认为，高天虎故意将自己的精液留在高莺莺内裤上，诬告宝石宾馆女老板王淑军指使他人奸杀高莺莺，遂公诉高天虎。
2007年4月17日下午3时，湖北省襄樊市襄城区人民法院对高莺莺之父高天虎犯诬告陷害罪一案进行了公开宣判，一审认定高天虎诬告陷害宝石宾馆老板王淑军的罪名成立，判处有期徒刑一年。

## 舆论
事发当地流传的说法认为时任襄樊市委书记孙楚寅之子是最大嫌疑人，孙楚寅在2002年12月因贪污受贿被“双规”落马，后被判有期徒刑17年。
舆论媒体也挖掘出宝石宾馆的一些问题。2004年，老河口市原市委副书记周全明因贪污而被抓捕，之后襄樊当地媒体揭露，宝石宾馆女老板王淑军是周全明的情妇，周也涉嫌滥用职权为情妇牟利。06年多家媒体报道，高莺莺坠楼当晚，正值宝石宾馆赌场开业，15名人员在宾馆赌博。
02年当时尸检的草率过程、政府与死者家属签订了不合法规的赔偿协议而不立案侦查、当地媒体被封口，都是舆论质疑的重点内容。06年时，复查组人员和办案程序不公开，用人多为襄樊警方不避嫌，记者调查事件被跟踪，这些也受到了质疑。
《中国信息》记者采访了一位自称了解内幕的原襄樊市某银行行长。他声称案发时孙楚寅之子在这家宾馆吃饭，强奸了高莺莺并将其丢下楼。孙打通了曾姓公安局长和宾馆方面的口，破坏了证据，强迫高莺莺家属签了协议。虽然孙楚寅和曾姓局长后来均因腐败倒台，但不便追究当时更多人责任，所以只有一错到底。不过该行长也认为高天虎确实作了伪证，将自己精液留在高莺莺内裤上，原内裤早被宾馆方面更换。